# ۶ فوریه
۶ فوریه سی و هفتمین روز سال در گاه‌شماری میلادی است. ۳۲۸ روز (۳۲۹ روز در سال‌های کبیسه) تا پایان سال باقی‌است.

## رویدادها
- ۱۹۵۸ - سانحه هوایی مونیخ

## زادروزها
- ۱۶۱۱ - چونگ‌جن، آخرین امپراتور دودمان مینگ
- ۱۹۱۲ - اوا براون همسر هیتلر.
- ۱۹۲۴ - جین یونگ نویسنده چینی.
- ۱۹۲۸ – آلان اچ. ملتسر، اقتصاددان اهل ایالات متحده آمریکا (د. ۲۰۱۷)
- ۱۹۳۸ – زبیده بشیر، شاعر تونسی. [۱]
- ۱۹۴۵- باب مارلی، خواننده صاحب سبک رِگِی، آهنگساز، نوازنده گیتار و فعال اجتماعی جامائیکایی

## درگذشت‌ها
- ۱۹۴۱ - امین سامی، تاریخ‌نگار مصری و از پیشگامان آموزش نوین در مصر.
- ۱۹۷۲ – خیری حماد، روزنامه‌نگار، نویسنده و مترجم فلسطینی. [۲]
- ۲۰۰۶ – امل جراح،  شاعر و رمان‌نویس سوری.  [۳]
- ۲۰۱۸ – برنار دارمه، دوچرخه‌سوار اهل فرانسه (ز. ۱۹۴۵)

## مناسبت‌ها
- روز بین‌المللی عدم هرگونه مدارا با مثله کردن جنسی زنان[۴]